# Unxia kubitzkii
Unxia kubitzkii, com nome popular botão-de-ouro é uma planta florífera perene, herbácea e ereta, nativa do Brasil.

## Características
Possui de 30 cm a meio metro de altura, suas flores têm uso decorativo. As folhas são simples, de cantos serrilhados, pecíolos curtos e de cor amarelados. As flores são pequenas, agrupadas em capítulos também pequenos, na cor amarelo-ouro que saem em hastes axiliares solitárias.
Sua floração dá-se durante todo o ano.